# Seven Sisters
Seven Sisters — второй студийный альбом шведской певицы Мея. Выпущен в 1998 году лейблом Columbia Records при сотрудничестве с Билли Штайнбергом, Дугласом Карром и Йоргеном Элофссоном. Альбом привёл певицу к международному прорыву благодаря её хиту «All 'Bout the Money». Песня была выпущена по всему миру и принесла ей такие награды, как «Best Album of the Year», «Best selling scandinavial artist» на World Music Awards в Монте-Карло и «Best Pop Album». Альбом содержит также синглы «Intimacy» и «Pop & Television». Тираж альбома — около 1 миллиона экземпляров по всему миру.
Песня «All 'Bout the Money» была использована также в качестве саундтрека к фильму Чеви Чейза Смешные деньги (Funny Money) 2006 года. Продюсером альбома выступил Дуглас Карр.

## Список композиций

### Стандартная версия
| №  | Название                     | Автор(-ы)                                | Продюсер(-ы)         | Длительность, мин |
| -- | ---------------------------- | ---------------------------------------- | -------------------- | ----------------- |
| 1  | «Daughter of Mornin'»        | Дуглас Карр, Янне Танели-Джунтилла, Мея  | Карр                 | 2:31              |
| 2  | «Luxury»                     | Карр, Танели-Джунтилья, Мея              | Карр                 | 3:24              |
| 3  | «Pop & Television»           | Карр, Мея                                | Карр                 | 3:25              |
| 4  | «All 'Bout the Money»        | Карр, Мея                                | Карр                 | 2:52              |
| 5  | «Beautiful Girl»             | Йонас «Джокер» Берггрен                  | Карр, Джон Аматьелло | 3:33              |
| 6  | «Lay Me Down»                | Том Келли, Билли Штайнберг, Мея          | Карр                 | 2:54              |
| 7  | «Intimacy»                   | Стейнберг, Рик Новелс, Нил Джеральдо     | Карр, Джон Аматьелло | 3:53              |
| 8  | «Too Many Nights Late»       | Карр, Мея                                | Карр, Джон Аматьелло | 3:07              |
| 9  | «Do the Angels Have a Home?» | Йорген Элофссон, Ларс Карлссон           | Карр, Мея            | 4:00              |
| 10 | «Caught Up in the Middle»    | Карр, Мея                                | Карр                 | 3:50              |
| 11 | «Lullaby Song»               | Карр, Танели-Джунтилла, Мея              | Карр                 | 2:39              |
| 12 | «Seven Sisters Road»         | Карр, Танели-Джунтилла, Тереза Кокс, Мея | Карр                 | 3:32              |

### Американская и европейская версии (бонус-трек)
| №  | Название             | Автор (-ы)             | Продюсер(-ы) | Длительность, мин |
| -- | -------------------- | ---------------------- | ------------ | ----------------- |
| 13 | «How Crazy Are You?» | Карр, Танели-Джунтилла | Карр         | 3:32              |

## Позиции в чартах
| Чарты (1998—1999) | Позиция |
| ----------------- | ------- |
| Финляндия         | 40      |
| Норвегия          | 1       |
| Швеция            | 8       |

### Чарты на конец года
| Чарты                     | Позиция |
| ------------------------- | ------- |
| Японские альбомы (Oricon) | 60      |

## Сертификация
| Регион                 | Сертификация | Продажи  |
| ---------------------- | ------------ | -------- |
| Франция (SNEP)         | Gold         | 100,000* |
| Япония (RIAJ)          | 3× Platinum  | 600,000^ |
| Норвегия (IFPI Norway) | Platinum     | 50,000*  |
| Швеция (GLF)           | Gold         | 40,000^  |

* Показатели продаж основаны только на сертификации.
^ Данные о поставках основаны только на сертификации.